# フランク・パーシー・スミス
フランク・パーシー・スミス（英語: Frank Percy Smith, 1880年1月12日 - 1945年3月24日）はイギリスの自然観察者であり、自然を題材としたドキュメンタリー映画の先駆者。チャールズ・アーバンのもとで低速度撮影（タイムラプス）や顕微鏡を用いたタイムラプス顕微鏡法を研究した。

## 生涯
1880年1月12日にフランシス・デイヴィッド・スミス（1854年 - 1918年）とアダ（旧姓ブレイカー・1856年生）の間に生まれ、1907年にケイト・ルイーズ・ウストンソン（1881年 - 1959年）と結婚した。教育委員会職員として働いている時に自然を題材とした写真の撮影を始めたが、教育における映画の可能性を探りたいという願いを満たせずにいた。クロバエの舌をアップでとらえた写真がチャールズ・アーバンの目に留まり、1909年に「To Demonstrate How Spiders Fly」、1910年に「The Acrobatic Fly」を製作した。その後チャールズ・アーバン・トレーディング・カンパニー（英語版）に入社し、第一次世界大戦の開戦までにコマ撮りの「The Birth of a Flower」（1910年）など、「アーバン・サイエンス」シリーズ向けに50本以上の自然映画を監督した。
第一次世界大戦中は1916年から1918年まで写真家として海軍に入り、戦場の航空写真の撮影を行ったほか、ダーダネルス海峡進攻作戦を扱った「Fight for the Dardanelles」（1915年）など、地図を利用した戦いの映画を製作した。
終戦後は英国指導映画（British Instructional Films）に入り、「Secrets of Nature」シリーズ（1922年 - ）やコメディーの「The Bedtime Stories of Archie the Ant」（1925年）などを製作した。1930年代に入っても英国指導映画に勤め、改名された「Secrets of Life」の「Magic Myxies」や「The World in a Wine-Glass」（1931年）などでは監督をメアリー・フィールドやH・R・ヒュワーに任せ、自身は撮影に専念した。
1945年3月24日にロンドン、サウスゲイトの自宅で亡くなった。石炭ガスによる自殺であったと記録されており、タブロイド紙では一面で報道された。遺言書では3203ポンド2シリング6ペンスの財産を遺している。
現在、作品の一部は英国映画協会によってDVDとして販売されている。
2013年には、BBCによって「The Acrobatic Fly」の再現を含むスミスについてのドキュメンタリーが放映された。

## 代表作

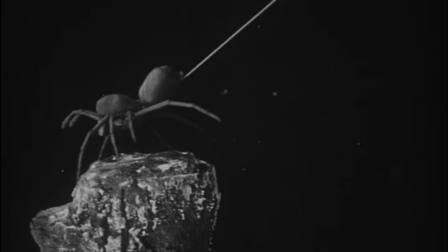
To Demonstrate How Spiders Fly（英語版）

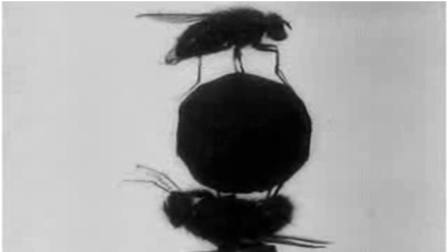
The Acrobatic Fly（英語版）

- To Demonstrate How Spiders Fly（英語版）The Acrobatic Fly（英語版）To Demonstrate How Spiders Fly（英語版）（1909年）
- The Acrobatic Fly（英語版）（1910年）
- The Birth of a Flower（1910年）
- The Strength and Agility of Insects（英語版）（1911年）
- Fight for the Dardanelles（英語版）（1915年）
- The Bedtime Stories of Archie the Ant（1925年）
- Life Cycle of the Maize（ブリティッシュ・カウンシル）（1942年）
- Life Cycle of the Newt（ブリティッシュ・カウンシル）（1942年）
- Life Cycle of the Pin Mould（ブリティッシュ・カウンシル）（1943年）
- Life History of the Onion（ブリティッシュ・カウンシル）（1943年）